# Fantax (fumetto italiano)
Fantax, poi Fantasm, è un personaggio dei fumetti ideato da Furio Arrasich e pubblicato in Italia dal 1964 al 1966 e primo di una lunga serie di altri personaggi del genere nero italiano nati sulla scia del successo di Diabolik. In Francia, già nel 1946, era stato ideato - da Pierre Mouchot e Marcel Navarro - un personaggio omonimo, Fantax, ispirato a Fantômas.

## Biografia del personaggio
Fantax è l'alter ego di John Marquall detective che da uomo rispettoso della legge quando indossa il costume diventa spietato e violento per risolvere i problemi con la malavita metropolitana, della quale elimina senza troppo scrupoli alcuni elementi di cui si impossessa dei proventi dei loro affari illeciti. Al suo fianco c'è Cleò.
Il personaggio camuffa la propria identità con una calzamaglia nera, come l'antieroe creato dalle sorelle Giussani; ne differisce però perché su essa è disegnato uno scheletro, come sulla maschera di Kriminal di Max Bunker e Magnus, che esordirà poco dopo.

## Storia editoriale
Vennero pubblicati in totale quaranta numeri divisi in due serie edite da due diverse case editrici e con diverse testate con quasi gli stessi comprimari. La prima serie esordì nel giugno del 1964 edita dalla Cofedit ma, nell'ottobre del 1965, venne interrotta a causa di un intervento della magistratura in quanto il nome Fantax era già registrato per un altro fumetto francese pubblicato in Italia negli anni 40. Gli autori furono così costretti a cambiare il nome e il mese successivo il personaggio ritornò con una nuova testata, Fantasm, che venne pubblicata fino ad agosto del 1967 per 23 numeri. Vennero distribuiti dei volantini all'epoca del lancio della seconda testata nei quali il protagonista si presentava prima nelle vesti del rigido e risoluto indagatore e poi con le sembianze di Fantasm: "Solo a voi posso confessare che in realtà sono John Marquall e faccio lo sbirro privato. Vi interesserà sapere come mi vengono in mente quei famosi “colpi”… Ebbene: la domenica, nel mio letto “playboy” a tripla piazza, bevendo una birra fresca e con un pacchetto di sigarette a portata di mano, mi metto in testa certe idee… Ed ecco il colpo! Gala mi dice che sempre che sono il maestro del crimine (con me non ci si annoia). Leggete Fantasm e non divulgatelo.". Le due serie sono da considerarsi due collane distinte, la prima, Fantax, composta da 17 numeri pubblicati tra il giugno 1964 e l'Ottobre 1965, e la seconda, Fantasm, composta da 23 numeri pubblicati dal novembre 1965 all'Agosto 1967.

### Serie Fantax
I testi della prima serie sono opera di Furio Arrasich e Vittorio Corte mentre i disegni sono di Angelo Todaro (Paul Bennet), Vittorio Corte, Annibale Casabianca (Corcas), Dino Leonetti (Alex Lyon’s) e Romano Mangiarano (F. R. Roman). Allegato al nº 17 c'è un volantino editoriale che annuncia il cambio di testata.
1. “Senza pietà”
2. “Duro a morire”
3. “Terrore al castello”
4. “Beffa pericolosa”
5. “Stanotte si spara”
6. “Morte di una bella”
7. “Teleobiettivo sulla morte”
8. “L'emblema del male”
9. “Operazione cadavere”
10. “Il pugnale delle SS”
11. “Doppio ricatto”
12. “La morte allo specchio”
13. “Fantax ad Acapulco”
14. “È di scena il delitto”
15. “Barriera invisibile”
16. “Nastro di sangue”
17. “Fantax contro l'Ombra”

### Serie Fantasm
I testi della seconda serie sono opera di Furio Arrasich (F. J. Arley) mentre i disegni sono di Silio Romagnoli (Sidi, Sily, Silius), Dino Leonetti (Alex Lyon’s), Lyon Roman’s, Angelo Todaro (Paul Bennett), Roby Jean, Mangiarano e Verola (Roman’s e Frank) con le copertine di Franco Picchioni. In appendice compaiono brevi racconti disegnati da Angelo Todaro e Frank Verola. 
1. “Non parlerò”
2. “La diabolica mente”
3. “Senza legge”
4. “Caccia all'uomo”
5. “Bionda pericolosa”
6. “Il ratto della Gioconda”
7. “La Pantera”
8. “Il maestro del crimine”
9. “La legge avanza”
10. “La morte che cammina”
11. “La bara insanguinata”
12. “Il massacro delle bionde”
13. “Trappola per fantasmi”
14. “Testa in cerca di cadavere”
15. “Il supercrimine”
16. “Sinfonia per un mitra”
17. “Tanto va la gatta”
18. “Avventura al Piper”
19. “Serata di «gala»”
20. “Scommesse mortali”
21. “Il colpo impossibile”
22. “Colpo grosso a Montecarlo”
23. “Fantasm contro Windra”